# ZFAND2A
ZFAND2A (англ. Zinc finger AN1-type containing 2A) – білок, який кодується однойменним геном, розташованим у людей на 7-й хромосомі. Довжина поліпептидного ланцюга білка становить 145 амінокислот, а молекулярна маса — 16 477.
| 10         |  | 20         |  | 30         |  | 40         |  | 50         |
| ---------- |  | ---------- |  | ---------- |  | ---------- |  | ---------- |
| MEFPDLGKHC |  | SEKTCKQLDF |  | LPVKCDACKQ |  | DFCKDHFPYA |  | AHKCPFAFQK |
| DVHVPVCPLC |  | NTPIPVKKGQ |  | IPDVVVGDHI |  | DRDCDSHPGK |  | KKEKIFTYRC |
| SKEGCKKKEM |  | LQMVCAQCHG |  | NFCIQHRHPL |  | DHSCRHGSRP |  | TIKAG      |

A: Аланін

C: Цистеїн

D: Аспарагінова кислота

E: Глутамінова кислота

F: Фенілаланін

G: Гліцин

H: Гістидин

I: Ізолейцин

K: Лізин

L: Лейцин

M: Метіонін

N: Аспарагін

P: Пролін

Q: Глутамін

R: Аргінін

S: Серин

T: Треонін

V: Валін

Білок має сайт для зв'язування з іонами металів, іоном цинку. 
Локалізований у цитоплазмі, ядрі.